# Björklidtjärnen (Stensele socken, Lappland)
Björklidtjärnen är en sjö i Storumans kommun i Lappland och ingår i Umeälvens huvudavrinningsområde. Sjön har en area på 0,116 kvadratkilometer och ligger 346,1 meter över havet.

## Delavrinningsområde
Björklidtjärnen ingår i det delavrinningsområde (721061-158244) som SMHI kallar för Rinner till Grundforsdammen. Medelhöjden är 373 meter över havet och ytan är 6,12 kvadratkilometer. Det finns inga avrinningsområden uppströms utan avrinningsområdet är högsta punkten. Avrinningsområdets utflöde Umeälven mynnar i havet. Avrinningsområdet består mestadels av skog (90 procent). Avrinningsområdet har 0,15 kvadratkilometer vattenytor vilket ger det en sjöprocent på 2,4 procent.